# Élections législatives de 1919 dans la Somme
Les élections législatives françaises de 1919 se déroulent le 16 novembre 1919. Dans le département de la Somme, sept députés sont à élire dans le cadre d'un scrutin de liste avec représentation proportionnelle.

## Mode de scrutin
Le nouveau mode de scrutin est un compromis entre scrutin majoritaire et scrutin proportionnel. Censé améliorer le fonctionnement des institutions en supprimant les fiefs électoraux et en permettant l'élection de majorités plus larges, il est toutefois très complexe et critiqué à la fois par les électeurs qui le comprennent mal et par certains journalistes politiques comme Georges Lachapelle qui en soulignent les défauts
. Son fonctionnement (simplifié) est le suivant :
1. Avant le scrutin, les candidats peuvent se regrouper sur des listes pourvu que ces listes ne comptent pas plus de candidats qu'il n'y a de postes de députés à pourvoir. Les candidatures isolées sont toutefois autorisées si elles sont soutenues par au moins cent électeurs ;
2. Le jour du scrutin, l'électeur peut panacher plusieurs listes, rayer ou ajouter des noms (par exemple, ajouter le nom d'un candidat isolé sur une des listes) pourvu qu'il ne vote pas pour plus de candidats que le nombre de postes de députés à pourvoir ;
3. Une fois le vote terminé, les candidats ont trois moyens d'être élus. Premièrement, si un ou plusieurs candidats recueillent la majorité absolue des suffrages exprimés, ils sont proclamés élus. Secondement, s'il reste des sièges à pourvoir, les sièges sont attribués par liste selon la méthode du quotient qui est égal à la somme des suffrages exprimés divisée par le nombre de sièges à pourvoir. Autrement dit, une liste obtient autant de sièges que le nombre moyen de suffrages qu'ont récoltés ses candidats contient de fois le quotient. À l'intérieur des listes, les sièges sont attribués aux candidats ayant obtenu le plus grand nombre de suffrages. Troisièmement, s'il reste des sièges non pourvus, ils sont répartis selon la méthode de la plus forte moyenne qui avantage les listes ayant obtenu les meilleurs scores.

## Résultats

### Députés sortants et députés élus
|   | Circonscription | Député élu         |  | Parti | Liste                      | Député élu                 |  | Parti |
| - | --------------- | ------------------ |  | ----- | -------------------------- | -------------------------- |  | ----- |
| 1 | Abbeville-1     | Émile Ternois      |  | PRRRS | Concentration républicaine | Louis-Lucien Klotz         |  | PRRRS |
| 2 | Abbeville-2     | Marius Delahaye    |  | PRRRS | Concentration républicaine | Anatole Jovelet            |  | PRRRS |
| 3 | Amiens-1        | Lucien Lecointe    |  | PSF   | Concentration républicaine | Émile Ternois              |  | PRRRS |
| 4 | Amiens-2        | René Jouancoux     |  | PRRRS | Concentration républicaine | Gontrand Gonnet            |  | RI    |
| 5 | Doullens        | Anatole Jovelet    |  | PRRRS | Concentration républicaine | Paul Casimir Dubois        |  | PRRRS |
| 6 | Montdidier      | Louis-Lucien Klotz |  | PRRRS | Fédération républicaine    | Henri des Lyons de Feuchin |  | FR    |
| 7 | Péronne         | Émile Magniez      |  | PRRRS | Fédération républicaine    | Georges Antoine            |  | FR    |

### Résultats à l'échelle du département
| Candidat                              | Candidat                              | Parti                                 | Premier tour | Premier tour | Moyenne par liste | Moyenne par liste | Sièges |
| Candidat                              | Candidat                              | Parti                                 | Voix         | %            | Voix              | %                 | Sièges |
| ------------------------------------- | ------------------------------------- | ------------------------------------- | ------------ | ------------ | ----------------- | ----------------- | ------ |
|                                       | Louis-Lucien Klotz *                  | PRRRS                                 | 47 283       | 48,70        | -                 | -                 | 1      |
|                                       | Lucien Lecointe *                     | PSF                                   | 38 980       | 40,15        |                   |                   |        |
|                                       | Émile Ternois *                       | PRRRS                                 | 46 270       | 47,66        | -                 | -                 | 1      |
|                                       | Anatole Jovelet *                     | PRRRS                                 | 46 877       | 48,28        | -                 | -                 | 1      |
|                                       | Paul Casimir Dubois                   | PRRRS                                 | 45 033       | 46,38        | -                 | -                 | 1      |
|                                       | Gontrand Gonnet                       | RI                                    | 45 537       | 46,90        | -                 | -                 | 1      |
|                                       | Léon Mabille                          | PSF                                   | 37 761       | 38,89        |                   |                   |        |
| Liste de concentration républicaine   | Liste de concentration républicaine   | Liste de concentration républicaine   | 307 741      | -            | 43 963            | 45,28             | 5      |
|                                       |                                       |                                       |              |              |                   |                   |        |
|                                       | Georges Antoine                       | FR                                    | 32 079       | 33,04        | -                 | -                 | 1      |
|                                       | Gaëtan Deflesselle                    | FR                                    | 29 276       | 30,15        |                   |                   |        |
|                                       | Henri des Lyons de Feuchin            | FR                                    | 31 767       | 32,72        | -                 | -                 | 1      |
|                                       | Charles Fauvel                        | ALP                                   | 29 467       | 30,35        |                   |                   |        |
|                                       | Louis Gense                           | FR                                    | 28 880       | 29,75        |                   |                   |        |
|                                       | Alphonse Liné                         | FR                                    | 28 818       | 29,68        |                   |                   |        |
|                                       | Henri Sangnier-Labitte                | FR                                    | 29 598       | 30,48        |                   |                   |        |
| Liste républicaine d'intérêt national | Liste républicaine d'intérêt national | Liste républicaine d'intérêt national | 209 885      | -            | 29 983            | 30,88             | 2      |
|                                       |                                       |                                       |              |              |                   |                   |        |
|                                       | Louis Dutilloy                        | SFIO                                  | 13 660       | 14,07        |                   |                   |        |
|                                       | Auguste Cleuet                        | SFIO                                  | 13 248       | 13,64        |                   |                   |        |
|                                       | Jules Thierry                         | SFIO                                  | 13 144       | 13,54        |                   |                   |        |
|                                       | Stéphane Becquerelle                  | SFIO                                  | 13 109       | 13,50        |                   |                   |        |
|                                       | Alexis Mailly                         | SFIO                                  | 12 879       | 13,26        |                   |                   |        |
|                                       | Abdon Salengros                       | SFIO                                  | 12 763       | 13,14        |                   |                   |        |
|                                       | Louis Vasset                          | SFIO                                  | 12 867       | 13,25        |                   |                   |        |
| Liste unifiée                         | Liste unifiée                         | Liste unifiée                         | 97 670       | -            | 13 095            | 13,49             | 0      |
|                                       |                                       |                                       |              |              |                   |                   |        |
| Inscrits                              | Inscrits                              | Inscrits                              | 145 312      | 100,00       |                   |                   |        |
| Abstentions                           | Abstentions                           | Abstentions                           | 43 740       | 30,10        |                   |                   |        |
| Votants                               | Votants                               | Votants                               | 101 572      | 69,90        |                   |                   |        |
| Blancs et nuls                        | Blancs et nuls                        | Blancs et nuls                        | 4 474        | 4,40         |                   |                   |        |
| Exprimés                              | Exprimés                              | Exprimés                              | 97 090       | 95,60        |                   |                   |        |
| Quotient électoral                    | Quotient électoral                    | Quotient électoral                    | -            | -            | 13 871            | 14,29             |        |

## Inscriptions aux groupes parlementaires
| Liste                      | Député élu                 |  | Parti | Groupe                                    |
| -------------------------- | -------------------------- |  | ----- | ----------------------------------------- |
| Concentration républicaine | Louis-Lucien Klotz         |  | PRRRS | Républicain radical et radical-socialiste |
| Concentration républicaine | Anatole Jovelet            |  | PRRRS | Républicain radical et radical-socialiste |
| Concentration républicaine | Émile Ternois              |  | PRRRS | Républicain radical et radical-socialiste |
| Concentration républicaine | Gontrand Gonnet            |  | RI    | Républicains de gauche                    |
| Concentration républicaine | Paul Casimir Dubois        |  | PRRRS | Républicain radical et radical-socialiste |
| Fédération républicaine    | Henri des Lyons de Feuchin |  | FR    | Entente républicaine démocratique         |
| Fédération républicaine    | Georges Antoine            |  | FR    | Entente républicaine démocratique         |